# Fenkil Northern Red Sea Challenge
De Fenkil Northern Red Sea Challenge is een voormalige wielerwedstrijd die in 2013, 2016 en 2017 werd verreden in de regio van de Noordelijke Rode zee in Eritrea. In 2013 was het nog een etappekoers, in 2016 en 2017 was het en eendagswedstrijd. De wedstrijd had een 1.2 status en maakte deel uit van de UCI Africa Tour. De Eritreeër Tesfay Abraha was in 2013 (toen het nog een meerdaagse etappekoers was) de eerste winnaar.

## Lijst van winnaars

### Overwinningen per land
| Overwinningen | Land    |
| ------------- | ------- |
| 2             | Eritrea |
| 1             | Italië  |